# Station Kłokowa
Station Kłokowa (przystanek) is een spoorwegstation in de Poolse plaats Świebodzin.